# Artūrs Štālbergs
Artūrs Štālbergs, né le 15 octobre 1984, à Liepāja, en République socialiste soviétique de Lettonie, est un joueur et entraîneur letton de basket-ball. Il évolue durant sa carrière de joueur au poste d'ailier. 

## Palmarès
Entraîneur
- Finaliste du championnat d'Europe des 20 ans et moins 2013